# 노자와 다쿠야
노자와 다쿠야(일본어: 野沢 拓也, 1981년 8월 12일 ~ )는 일본의 전 축구 선수이다.

## 구단 경력
그는 1999년부터 2017년까지 J리그의 가시마 앤틀러스, 비셀 고베, 베갈타 센다이에서 활동하였다.

## 국가대표팀 경력
그는 2002년 아시안 게임에 참가할 일본 U-23 국가대표팀에 발탁되었으며, 은메달 획득에 기여했다.